# Ignacio de la Torre y Mier

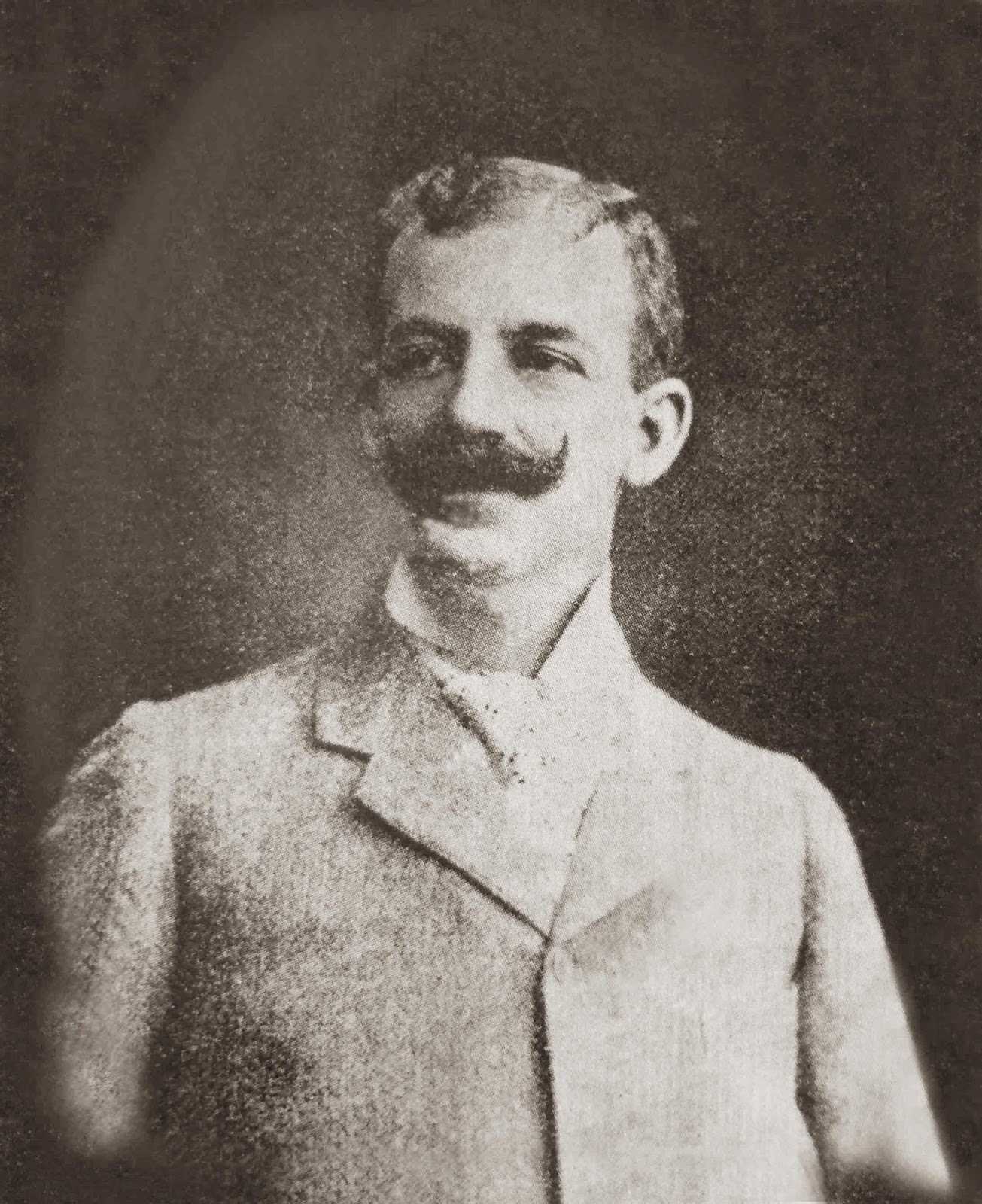
Ignacio de la Torre y Mier

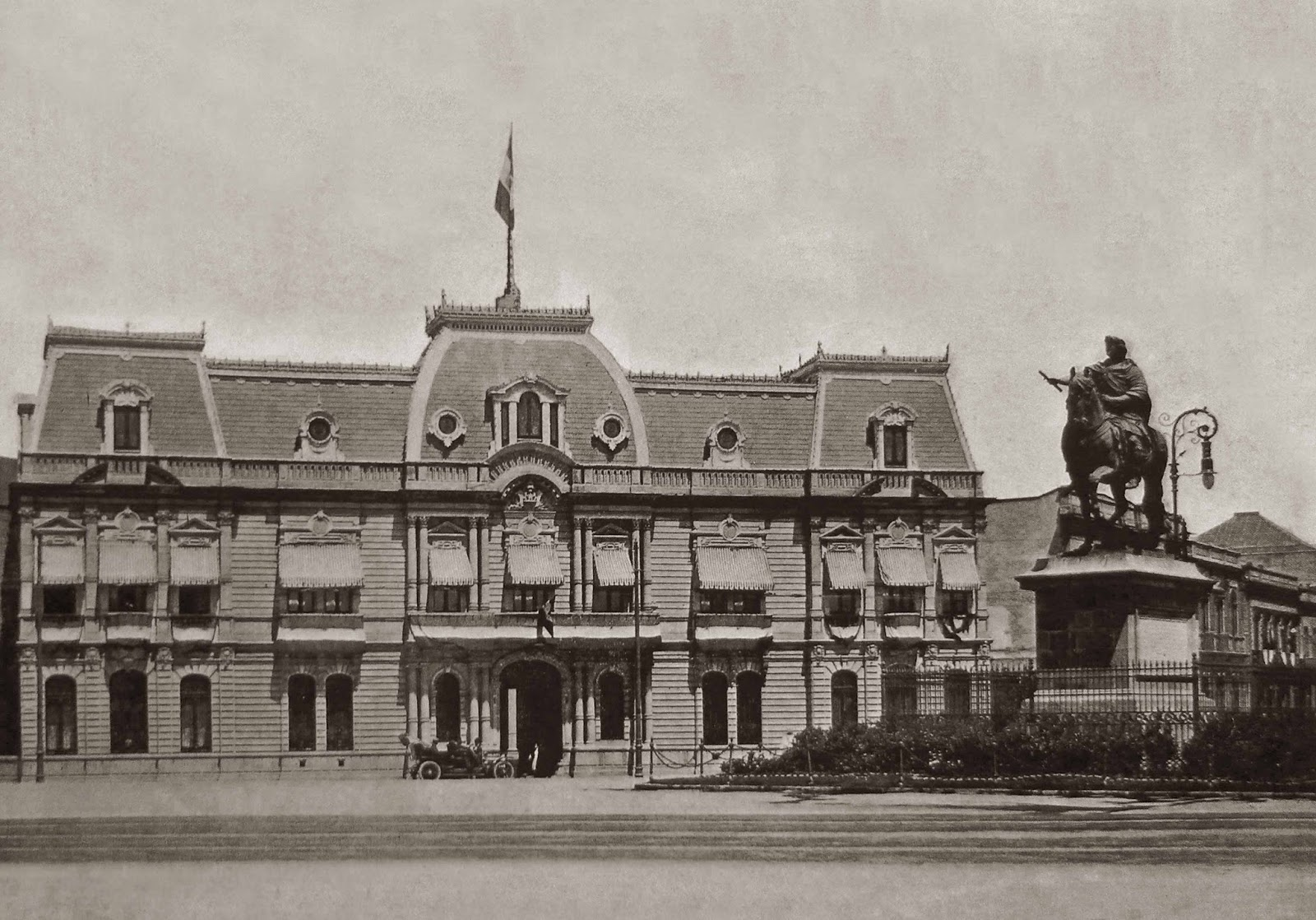
Villa van Ignacio de la Torre y Mier, die op de huidige plaats van het Nationale Loterijgebouw stond, aan de noorderkant Paseo de la Reforma hoek Avenida de la República, colonia Tabacalera. Het standbeeld van Karel IV van Spanje ("El Caballito", het Paardje) stond toen op het Reforma-plein vóór de villa.

Ignacio de la Torre y Mier (Cuernavaca, 1866 - New York, 1 april 1918), bijgenaamd nacho, was een Mexicaans politicus en grootgrondbezitter.
Torre y Mier was afkomstig uit een vooraanstaande familie van grootgrondbezitters uit de staat Morelos; hij was onder andere verwant aan het vorstenhuis van Monaco. In 1888 huwde hij Amada Díaz, de dochter van president Porfirio Díaz. In 1890 werd hij in de Kamer van Afgevaardigden gekozen.
Torre y Mier kwam regelmatig in schandalen terecht. Niet alleen hield hij van alcohol en auto's, waardoor hij meerdere ongelukken veroorzaakte, maar hij stond er ook om bekend homoseksuele relaties te hebben met andere mannen. In 1901 vond een groot schandaal plaats toen 42 mannen van wie een deel verkleed als vrouwen in Mexico-Stad werden gearresteerd door de politie, de dans van de 41. Torre y Mier was een van hem, doch wegens zijn machtige schoonvader werd hij vrijgesproken. De andere 41 werden verbannen naar Yucatán.
In 1906 kwam Torre y Mier in contact met Emiliano Zapata, later een van de grote leiders in de Mexicaanse Revolutie. Torre y Mier stond Zapata bij met diens pogingen land dat door hacendados was toegeëigend terug te geven aan de boerenbevolking, en Zapata trainde Torre y Miers paarden. Volgens de historicus Armando Ayala Anguiano zou Torre y Mier een relatie hebben gehad met Zapata.
De la Torre y Mier nam in 1913 deel aan de moordaanslag op president Francisco I. Madero en vicepresident José María Pino Suárez, enkele dagen nadat deze omver waren geworpen door Victoriano Huerta; hij was eigenaar van de auto die Madero en Pino Suárez zogenaamd in veiligheid zou brengen. Bij de inname van Mexico-Stad door de troepen van Venustiano Carranza werd Torre y Mier gevangengezet, doch werd korte tijd later bevrijd toen de troepen van Zapata de hoofdstad hadden ingenomen. Torre y Mier ontvluchtte in 1917 Mexico, en overleed niet veel later in de Verenigde Staten